# 毛利健三
毛利 健三（もうり けんぞう、1934年9月3日 - 2024年1月31日）は、日本の経済学者、東京大学名誉教授。専門はイギリス経済。

## 略歴
福岡県福岡市生まれ。福岡県立修猷館高等学校を経て、1958年東京大学経済学部卒、1963年同大学院博士課程中退後、東大助手、1965年福島大学経済学部講師、1967年助教授、1973年東京大学社会科学研究所助教授、1982年教授となり、1995年定年退官、名誉教授となり、専修大学経済学部教授を務め、2005年退任。1979年「自由貿易帝国主義 イギリス産業資本の世界展開」で東大経済学博士。1978年『自由貿易帝国主義』で日経・経済図書文化賞受賞。

## 著書
- 『自由貿易帝国主義 イギリス産業資本の世界展開』東京大学出版会 東京大学社会科学研究所研究叢書 1978
- 『イギリス福祉国家の研究 社会保障発達の諸画期』東京大学出版会 1990
- 『古典経済学の地平 理論・時代・背景』ミネルヴァ書房 Minerva人文・社会科学叢書 2008

### 編著
- 『現代イギリス社会政策史 1945～1990』編著　ミネルヴァ書房 Minerva人文・社会科学叢書 1999

## 論文
- <毛利健三